# Вагнер, Фридрих Иоганнес Генрих Рудольф
Фридрих Иоганнес Генрих Рудольф Вагнер (1805—1864) — физиолог и сравнительный анатом.

## Биография
Родился 30 июля 1805 года (в «Энциклопедическом словаре Брокгауза и Ефрона» — 30 июня) в Байройте в семье директора средней школы Лоренца Генриха Вагнера (1774—1841). Первоначальное образование он получил в своём родном городе и в Аугсбурге, куда в 1820 году его отец был переведён ректором протестантской гимназии. Затем он изучал медицину с 1822 года в Эрлангене, и с 1824 года — в Вюрцбурге. Получив докторскую степень в 1826 году, Вагнер для дальнейшего усовершенствования в науках поехал в Париж, где под влиянием Кювье занялся сравнительной анатомией. Он неоднократно посещал берега Нормандии и южной Франции для занятий низшими животными.
В 1828 году поехал в Кальяри, где изучал геогностическое строение страны и исследовал одну замечательную костяную брекчию. В том же году он поселился в Аугсбурге, как практический врач, но вскоре получил приглашение в Эрлангенский университет и был назначен прозектором, в 1829 году — доцентом, в 1832 году — экстраординарным, а в 1833 г. — ординарным профессором зоологии. В 1840 году он был приглашён в Гёттингенский университет на место Блуменбаха. В 1844 году он занял должность проректора Гёттингенского университета. В декабре 1847 года был принят в члены-корреспонденты Петербургской академии наук; 8 июня 1862 года был избран членом Леопольдины.
По расстроенному здоровью провёл в Италии две зимы, 1845 и 1846 годов. В 1861 году здоровье Вагнера ухудшилось, а в 1863 году он перенёс инсульт и 13 мая 1864 года скончался.

## Семья
В 1832 году женился на Розали Хенке (1813—1894), старшей дочери эрлангенского профессора Адольфа Хенке. В браке родились: сыновья Герман и Адольф; их дочь Софи вышла замуж за археолога Отто Бенндорфа.